# Нойдек, Рут
Рут Нойдек (нем. Ruth Neudeck, в замужестве Рут Клосиус-Нойдек; 5 июля 1920, Бреслау, Польша — 29 июля 1948, Хамельн, Германия) — старшая надзирательница концлагеря Равенсбрюк, военная преступница.

## Жизнь до войны
Нойдек родилась в польском городе Вроцлав и состояла в браке.

## Работа в лагере
В июле 1944 года она прибыла в концентрационный лагерь Равенсбрюк, чтобы начать обучение в качестве лагерного надзирателя. Во время обучения она восхищала начальство лагеря своей непреклонной жестокостью по отношению к заключённым, поэтому в конце месяца она была повышена в должности до Blockführerin. В лагере она была известна как одна из самых жестоких и безжалостных надзирателей. Бывшая французская узница лагеря Женевьева де Голль-Антониоз позже свидетельствовала, что Нойдек однажды перерезала горло одной из заключённых острым штыком лопаты. В декабре 1944 года Рут Нойдек получила звание Oberaufseherin и переехала в подлагерь Уккермарк, недалеко от главного лагеря. Там она принимала участие в отборе жертв для газовых камер, пропустив через себя более 5 тысяч женщин и детей. Во время работы в Уккермарке Нойдек также славилась бесчеловечным и садистским обращением с заключёнными. В марте 1945 года она стала главой подлагеря Барт, расположенном в одноимённом городе.

## Арест, суд и казнь
В конце апреля 1945 года Нойдек бежала из лагеря, однако вскоре была арестована британской армией и помещена в тюрьму. В апреле 1948 года ей были предъявлены обвинения на третьем процессе по Равенсбрюку. Нойдек полностью признала свою вину в убийствах и бесчеловечном обращении с заключёнными. Британский суд признал её виновной в военных преступлениях и приговорил к смертной казни. 29 июля 1948 года Рут Нойдек была повешена в тюрьме города Хамельн. Приговор привёл в исполнение известный английский палач Альберт Пирпойнт.